# Rodriguezia
Rodriguezia Ruiz & Pav.  es un género de orquídeas epífitas o rupícolas  distribuidas por las regiones tropicales de América. 

## Características
Rodriguezia se divide en dos grupos de especies de muy diferentes tamaños.  Uno de los grupos, con crecimiento cespitoso con rizoma corto, pseudobulbos muy pequeños, alargados, casi completamente ocultos por muchas envolturas de hojas imbrincadas con hojas gruesas, lanceoladas, y acanaladas con inflorescenciacorta, con muchas flores.

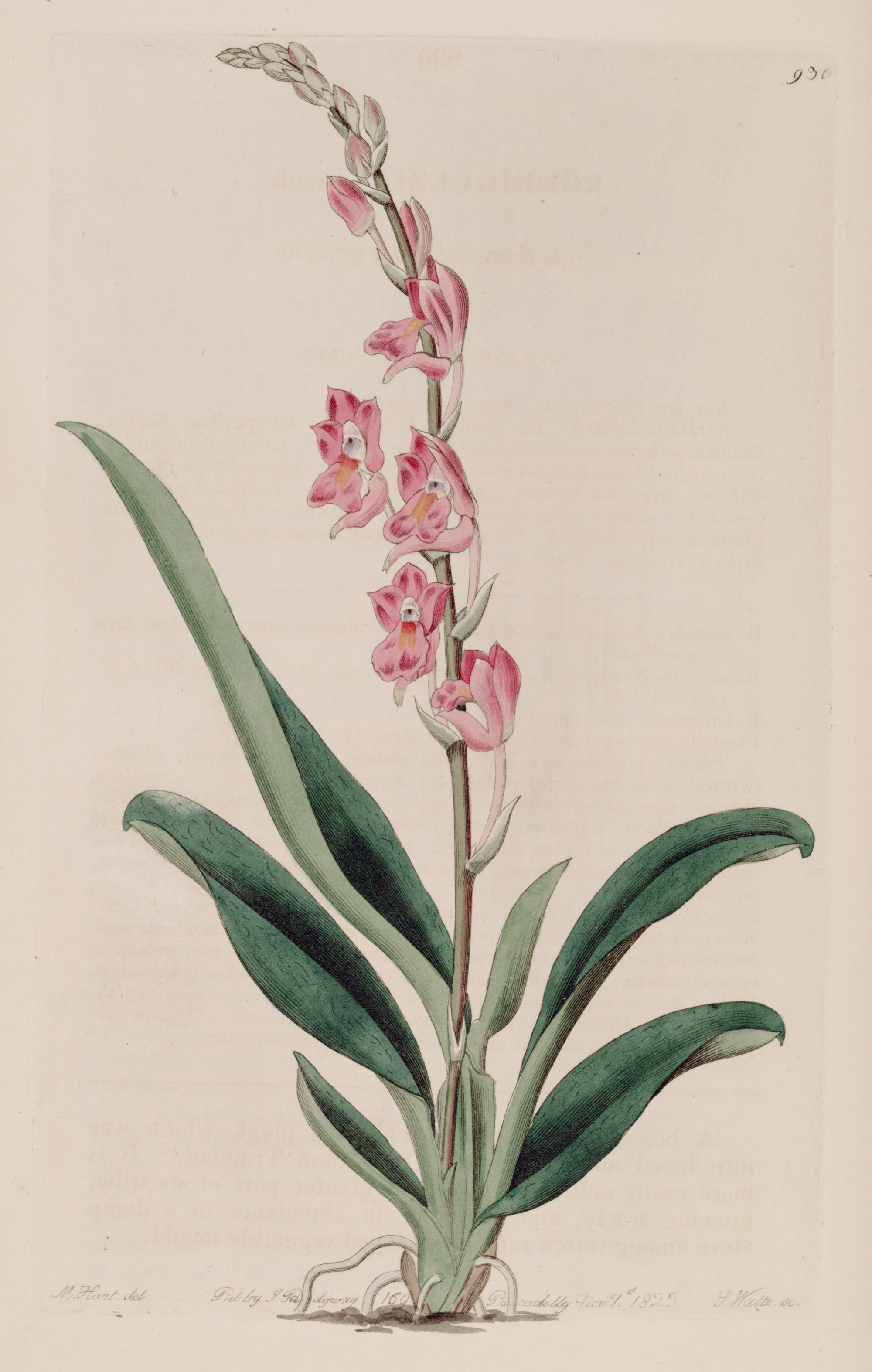
Rodriguezia secunda.

El otro grupo, anteriormente clasificados como género con el nombre de Burlington, está compuesto por  plantas escandente con rizoma muy largo, duro y con muchas raíces adventicias, largas y numerosas, pseudobulbos ovalados, muy espaciosos, siempre visibles en parte, con pocas envolturas de hojas, carnosas pero mucho menos que en el otro grupo, más elípticas y planas, y con racimo pedunculado  erecto con algunas flores en el final.  En ambos casos, los pseudobulbos están comprimidos lateralmente y la inflorescencia es axilar.
Las flores tienen pétalos y sépalos dorsales grandes, aproximadamente del mismo tamaño, o, a veces, los pétalos mayores, mientras que los sépalos laterales se funden generalmente en la base o en toda la longitud, formando un espolón saquiforme, siempre más corto que el ovario.  El labio es simple, por lo general tiene el mismo color que los pétalos y sépalos, con lóbulo medio de final bilobulado, con una bolsa o soldada o libre en la cara ventral de la columna.  La columna es bastante corta, con dos extensiones de los márgenes pubescentes para recortar los lados de la antera, y dos apéndices debajo de él para formar una especie de tubo que conduce al estigma. La antera es apical, unilocular, con dos polinias.

## Distribución
Rodriguezia incluye aproximadamente cuarenta y cinco especies de epífitas o rupícolas  distribuidas por las regiones tropicales de América, desde México al noroeste de la Argentina, con concentración en dos áreas diferentes, a saber, en el norte y el noroeste de la Amazonía y la Mata Atlántica del sureste de Brasil, alrededor de la mitad de ellos están registrados en Brasil.

## Evolución, filogenia y taxonomía
Fue propuesto por Ruiz y Pav. en 1794, publicado en Flora Peruvianae, et chilensis Prodromus 115. La especie tipo es Rodriguezia lanceolata Ruiz y Pav.  

## Etimología
El nombre de este género es un homenaje a Manuel Rodríguez, botánico español.

## Especies seleccionadas
| - Rodriguezia arevaloi - Rodriguezia bahiensis - Rodriguezia batemanii - Rodriguezia brachystachys - Rodriguezia bracteata - Rodriguezia caloplectron - Rodriguezia candida - Rodriguezia decora - Rodriguezia estradae - Rodriguezia fragrans - Rodriguezia granadensis | - Rodriguezia lanceolata - Rodriguezia leeana - Rodriguezia lehmannii - Rodriguezia obtusifolia - Rodriguezia pubescens - Rodriguezia refracta - Rodriguezia rigida - Rodriguezia secunda - Rodriguezia strobellii - Rodriguezia venusta |

## Sinonimia
- Burlingtonia Lindl. 1837
- Physanthera Bertero ex Steud. 1841